# Sámsonháza
Sámsonháza (szlovákul: Šamšon, Šámšonház) község Nógrád vármegyében, a Salgótarjáni járásban.

## Fekvése

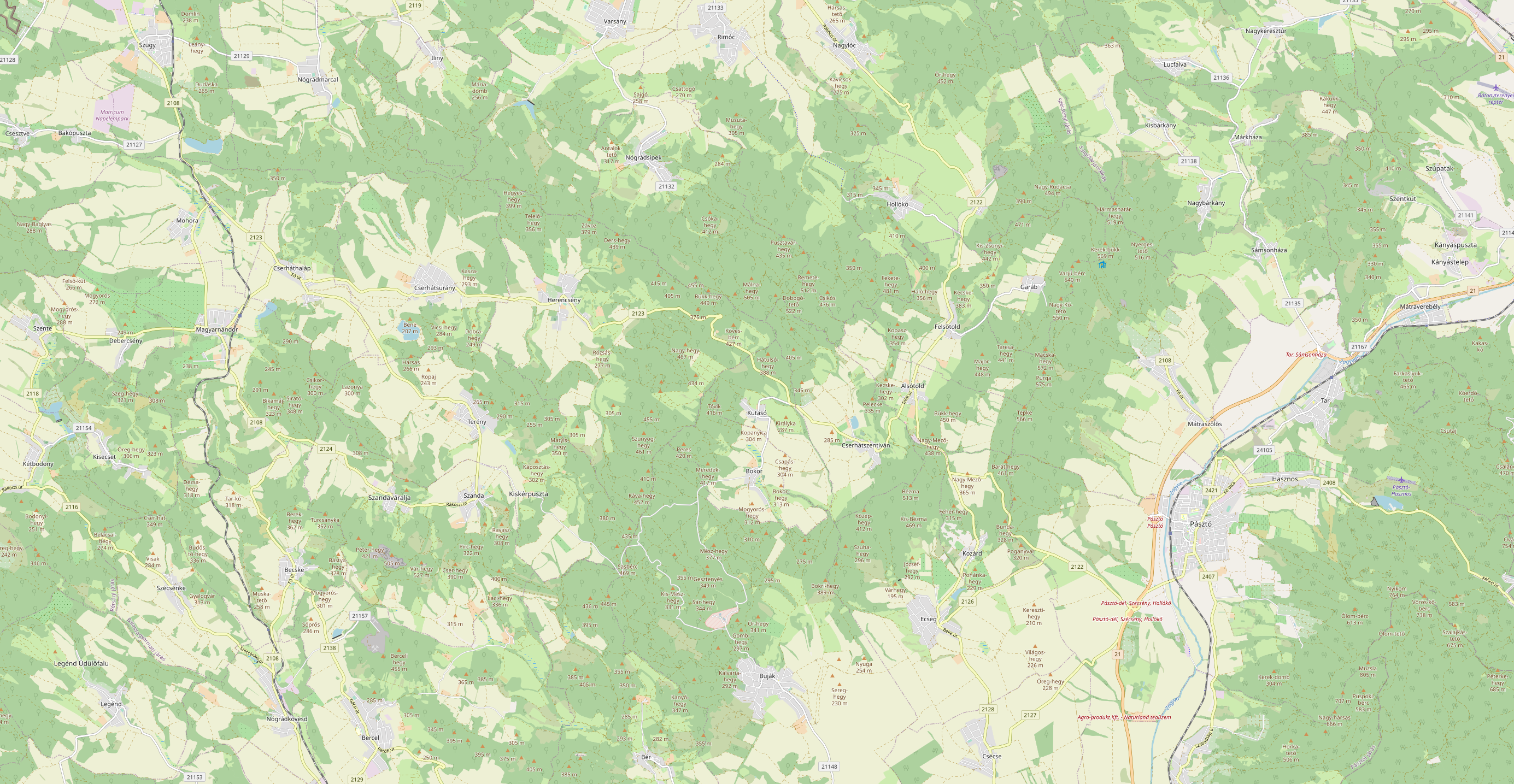
A Cserhát keleti részének térképe

Salgótarjántól délnyugatra, Bátonyterenyétől nyugatra fekvő település, Tar és Nagybárkány között, a Cserhát keleti szélén. Közúton a 21 135-ös számú mellékúton érhető el, amely Tar külterületén ágazik ki a 21-es főútból, kevéssel annak 36. kilométere előtt, észak-északnyugat felé; Sámsonháza az elágazástól mintegy 3 kilométernyire fekszik. A Novohrad-Nógrád UNESCO Globális Geopark települése.
Sámsonháza Nógrád vármegye keleti részén, a Cserhát délnyugati peremén, a Kis-Zagyva völgyében található, amely a Mátra felé nyílik meg. A község a folyó két partján terül el, itt ömlik bele nyugat felől az ún. Meleg víz-forrás-ból táplálkozó patak.

## Története

### Árpád-kor (12–13. század)
A falu nevét a 12. századi névadási szokásoknak megfelelően a község egykori birtokos urától vagy annak megegyező nevű leszármazottjáról kapta. Sámson középkori lovag, Sámsonvár vagy Fehérkővár és a környék ura volt. Egy krónikaíró feljegyzésében ez olvasható: 
„Erat auten precipuun caput traditorum Sampson, qui erat pater comitim Thomas et Turda”. (A pártütőknek nagyon kiváló feje volt Sámson, aki Tamás és Turdó főispánoknak az atyja volt.) 
Tehát Sámsonnak két fia volt: Tamás és Turdó vagy Turda. Mind a kettő főispán (comes), de nem tudjuk melyik vármegyében. A nógrádi főispánok között neveik nem fordulnak elő.
A községben élő monda állítása ezek szerint nem felel meg a történelmi tényeknek. A monda Sámson három gyermekéről szól, két fiú: Sámson és Márk és egy leány: Lúcia. A szájhagyomány szerint birtokait közöttük osztotta szét, a három területen alakult egy-egy falu: Sámsoné maradt Sámsonháza, Márké lett Márkháza és Lúciáé Lucfalva.

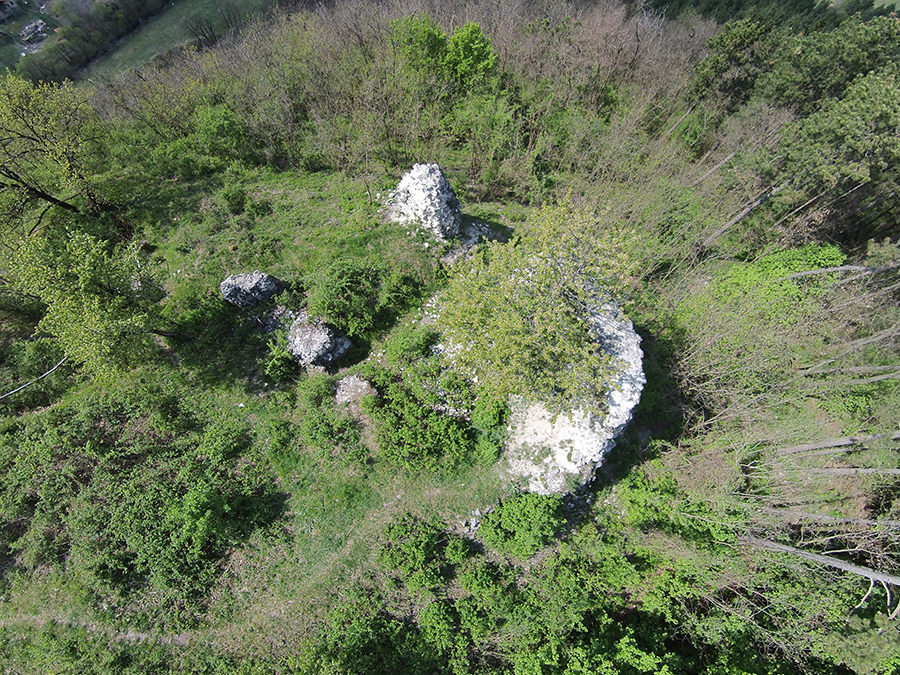
Fejérkő vára légi felvételen

Történelmi tény, hogy Kálmán fia, II. István halála után, 1131-ben, trónviszály tört ki, mert Istvánnak nem volt gyermeke és a kijelölt trónörökös Saul váratlanul, tisztázatlan körülmények között meghalt. Kálmán hívei Boricsot szerették volna királynak, viszont a hatalomból eddig kiszorított főurak, a megvakított Bélát támogatták. Megkezdődött a kemény küzdelem a trónért. Lamper comes és Sámson ebben a harcban Boricsot támogatták. Sámson tudta, hogy a hazának olyan királyra van szüksége, aki személyével az ország dolgait irányítani tudja. A vak Bélát erre nem találta alkalmasnak. Czuczor eposza szerint: a Boricsot támogató főurak Sámson várában gyülekeztek és szervezkedtek. Sámson a további vérengzések elkerülése érdekében, önfeláldozóan Béla sátrába meg és meggyőzni az ellenjelölt alkalmasságáról, jóságáról. Sámson átment a Sajó túlsó partjára, ahol Béla katonai tábora volt. Béla király éppen a híveivel tanácskozott, amikor a sátrába belépett Sámson. Mikor azonban el akarták fogni, ő lóra pattant és elmenekült. Bod ispán szolgája meghallotta a lármát, nyergeletlen lóra pattant, és lándzsájával a Sajóig üldözte Sámsont, aki lovastul a folyóba zuhant, és üldözője a vízben elérte lándzsájával. Sámson köntöse alatt páncél volt, és a nehéz páncél miatt nem tudott úszni. Sámson tehát a Sajó vizében elmerülve lelte halálát. Fejérkő vár a bátor, önfeláldozó, tisztaszívű közpori lovag, Sámson vára, amely eredeti állapotáról az alábbi kép tanúskodik, ma már csak romjait láthatjuk a környéket uraló hajdani büszke várnak.

### Vegyesházi királyok kora (14–16. század)
Sámsonházáról 1403. május 1-re halasztott perről származik az első adat, amely szerint Kachy Pálnak 14 sámsonházi jobbágyát Visegrádra, Frank országbíró elé kellett vezetnie. 1406. január 26-án kelt levélben Sámsonháza birtokosa Kachy János, Pál fia, István unokája magtalan halálával a birtokait Zsigmond király a visegrádi Capolla fenntartására és a capella ispánjának élelmezésére adományozta. (A latin szövegű oklevelet Bogisich Ferenc érseki tanácsos fordította Nagybárkányban. A várról csak 1409-ből van első adat és 1472-ben már romokban hevert (Codex Diplomaticus). Zsigmond bőkezűen jutalmazta azokat, akik válságos időkben megőrizték iránta való hűségüket. Losonczi Dezsőnek, valamint testvéreinek, Jánosnak, Ferencznek és Dénesnek Erdélyben adott birtokokat, Tétényi András deáknak 1409. március 24-én Szöröst, Sámsonházát, Kozárdon egy birtokrészt és Fejérkő elpusztult várát adományozta, Kovári Pál, nádori ítélőmester Mohorán kapott birtokrészeket. 1424-ben Zsigmond király nejének, Borbála királynénak adományozta – írja Borovszky Samu. 1493-ban Tari Lőrinc fia Rupert, 1454-ben pedig Rupert fiának Györgynek birtokában találjuk. 1464-ben György elzálogosította Országh Mihály nádornak Jobbágyit, Luczint és Sámsonházát, mert nem volt fiúgyermeke. 1472-ben Országh Mihály nádor, a Kompolthi-család Lossonczyak, majd 1598-ban Török István volt a földesúr, akinek édesapja Török Ferenc, édesanyja Országh Bora, nagyatyja Török Bálint belgrádi bán, a Héttorony rabja.

### Török hódoltságiidők (16–17. század)
Sámsonháza birtokosa a 15. században a Tari család, később Guthi Országh Mihály és a Kompolthy család, majd 1548-ban a Losonczyak, 1598-tól pedig Török István.
Pázmány korában összeírt templomok jegyzékén szerepel, hogy Sámsonházán Szent Katalin tiszteletére emelt parókiás templom állt. 1633–34-ben a váci nahije községei között találjuk, de csak egy adóköteles házzal, az adat a török időkből származik. (Az 1548. évben a török hódító a vármegyében északon az Ipolyig, keleten Szécsény, Rimóc, Sipek, Hollókő, Nagybárkány, Sámsonháza, Verebély határáig terjeszti ki uralmát. Balassagyarmat, Szécsény, Hollókő magyar végvára magyar ura kezén maradt.) A török hódoltság ideje alatt a település elnéptelenedett, a község jobbágyait elhurcolták, többen a közeli erdőbe húzódtak, majd a folytonos zaklatások miatt északabbra húzódtak.

### 18–19. század
1709-ben a Rákóczi szabadságharc idején egy hajdú volt a község vezetője.
1715-ben készült összeírásból név szerint ismerjük az itt élő hat jobbágyot: Kiss Péter, Kovács András, Ábelovszky Márton, Karlik Jakab, Pálik János, Bartos Ádám. 1716-ban 14 jobbágy van levéve a jegyzékbe és 1728-ban is szintén 14 jobbágy szerepel, de nem azok, akik az 1716-ban fel lettek jegyezve. Összevetve a két jegyzéket láthatjuk, hogy csak két név azonos – Pálik Péter és Ábelovszki Márton. Az 1728. évi összeíráson új nevek tűnnek fel: Majercsik, Serfőző, Dolyan, Markó, Kucsera, Szpisák, Csordás, Styesznik. (Foglalkozásnév, lehet hogy nem a jobbágy eredeti neve.) Az 1715-ös, 1716-os, 1728-as jegyzékek alapján megállapítható, hogy 1715-től 1728-ig csak Ábelovszki Márton élt Sámsonházán. 1715-ben Sámsonháza magyar őslakói közül Karlik és Ábelovszki név utal szlovák eredetre.1716-ban telepedtek le a következő családok: Kukely, Majoros, Baran, Matzák, Juhász, Lovász, Baranyai, Nyedelicska, Cserni, Dániel, Maczácska. 1717–1728 közötti években: Dolyan, Marko, Kucsera, Szpisák, Majercsik, Porubszki, Csordás, Sztyesznik, Serfőző nevű családok telepedtek le.
Ezekből az adatokból levonhatjuk azt a következtetést, hogy az 1700-as években nagy mértékű volt a jobbágyok vándorlása. Ahogyan azt a magyarországi szlovákok történeti áttekintésében megtalálhatjuk a szlovákok első nagy levándorlási hulláma három szakaszra bontható. Az első 1690–1770 között, főleg szökött jobbágyok a töröktől visszafoglalt területekre, a második szakasz 1711–1740 között zajlott, 1720-ig a földesúri letelepítések zöme megtörtént, ekkor az északi birtokokról a déli birtokaikra telepítettek alattvalókat. A sámsonházi szlovákság őseinek letelepedését alapvetően e második szakaszra tehetjük.
Így ez a gyülekezet a nógrádi gyülekezetek legidősebbjei közé tartozik. 133 éven át folytatódtak a betelepítések egészen 1817-ig.
1778-ban Michaleczky Ádám lelkész alatt toronnyal állított templom épült. Az egyház akkori felügyelője Kubinyi Gáspár volt. Az új templomot a katolikusok el akarták venni és plébánusuk által felszentelni indultak. Kubinyi Gáspár a templom előtt állva várta őket, a templom kulcsát maga elé dobta, kihúzta kardját, és így szólt: 
„Aki a kulcsot közületek felvenni merészkedik, annak levágom a karját!”. – Kubinyi Gáspár
A templomrablók erre megszégyenülten távoztak.Vályi András: Magyar országnak leírása. 1796–1799.

A 18. század elején a Szemere, majd 1770-ben báró Haller Sámuel, Szent-Ivány Ferenc, valamint a Nikházy és Rakovszky családok birtoka volt.
"SÁMSONHÁZA. Tót falu Nógrád Várm. földes Urai több Urak, lakosai katolikusok, és evangelikusok, fekszik Nagy-Bárkányhoz közel, és annak filiája; határja középszerű."
SÁMSONVÁRA, v. Fejérkő. Hajdani Vár Nógrád Vármegyében. Épűlt vala egy alkalmas kerekded hegyen, és az ellenségnek megalázhatására jó fekvése vala. Fejérkőnek azért neveztetik, mert fejér kősziklás hegyek által keríttetett. Véllhető, hogy valamelly Sámson nevezetű Vitéz építtette, a’ ki a’ maga neve által kívánta nevezetesíteni e’ régi Várat; minthogy a’ szomszédságában lévő falu is Sámsonházának neveztetik.
19. század elején a Fáy, Plachy, Balás és Kun családok voltak a földesurak.1808-ban egy tűzvész során az egész falu leégett, nem kímélte a szalmatetős, fából épült evangélikus templomot sem. 1808. május 30-án tűz pusztított. Leégett az egész község, a templom, az iskola, a paplak és a harangok is elolvadtak. 1828-ban szintén tűz pusztított.
Sámsonháza az 1848–49-es hadjáratban 18 honvédet állított ki, kik közül 17-en szerencsésen hazatértek.
19. század második felének birtokosai: Plachy Tamás, Jeszenszky Károly és Thomka Ferenc, akik birtokukból az egyháznak földet adományoztak. 1870-ben épült a templom a falu feletti dombra. Wladár János lelkész idején. A sámsonházi evangélikus egyház Kossuth Lajos 1871. április 6-án Turinban saját kezűleg írt levelét őrzi, melyben az emigrációban tartózkodó hazánk nagy fia elfogadta az egyház főfelügyelői tisztét. 1831-ben, 1849-ben és 1873-ban kolera pusztított.
Fényes Elek: Magyarországnak, s a hozzá kapcsolt tartományoknak mostani állapotja statistikai és geographiai tekintetben. 1836–1841.
"Sásomháza, tót falu, Nográd vgyében, 5 kath., 635 evang. lak. Fekszik Fejérkő régi vára alatt, egy hegyoldalban, mellyen néhány esztendőkkel ezelőtt az ősvilág legnagyobb állatjának, t. i. Mammutnak főcsontjára találtak, s ezt a pesti muzeumban most is láthatni. F. u. Fáy s t."
A pajtákat és az istállókat (humná) a házaktól távolabb a patak bal oldalán építették ki, a lakóházak, azaz maga a falu (dedina) a patak másik oldalán helyezkedett el, így alakult ki a Nógrád vármegyében nem jellemző, a sámsonházi sajátságos kétbeltelkes településforma.
A leégett templom helyére az árvizek miatt az új templomot 1870-ben már dombra építették.

### 20. század

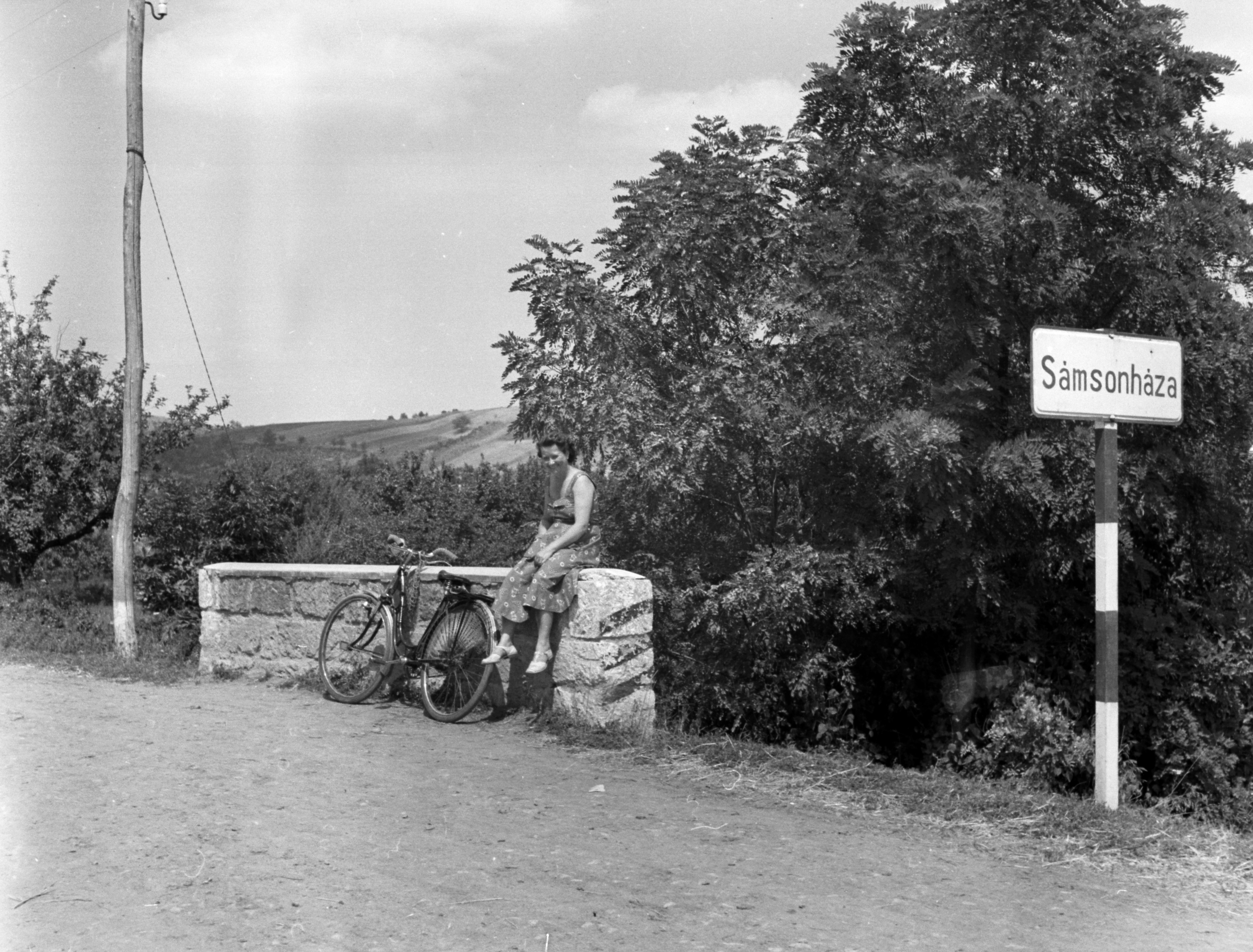
Sámsonháza faluvége (1947)

#### I. világháború
Az I. világháborúban 163 katonát hívtak be, akik közül 37-an életüket vesztették, egy személyt pedig vitézzé avattak.

#### A két világháború között
1923-tól Sámsonháza az evangélikus egyház püspöki székhelye volt, egészen D Kovács Sándor püspök haláláig.

#### II. világháború
A II. világháborúban a lakosság átélte a front átvonulását, ami 1944 decemberében volt. A II. világháborúban a német hadsereget a Malinovszkij marsall által vezetett 2. Ukrán Front szorította ki, vagyis a Managarov irányítása alatt álló 53. hadsereg. A második világháborúban 14-en haltak meg a háború következményei miatt.

#### A II. világháború után (1945–1949)
1947-es választások után került hatalomra a kommunista párt. 1948–49-ben folyt a szlovákok kitelepítése Jánosi hegységbe.

#### 1956-os forradalom és szabadságharc
1956 novemberében égettük el a gyűlöletes beszolgáltatásról szóló iratokat. 1956-ban szűnt meg a beszolgáltatás.
1956. október 29.:
A lakosság felvonulást tartott, melynek során elégették a tanácsházán lévő beszolgáltatási iratokat. A demonstráció után megválasztották a nemzeti bizottságot, majd elnökét Képes Gyulát. Helyettese Palik József lett. A közrend és a községben lévő gabonaraktár védelmére Palik József parancsnokságával nemzetőrséget szerveztek. A megalakulást bejelentették a nagybátonyi rendőrőrsnek, ahonnan 2 szovjet gyártmányú katonai fegyvert és 60 db lőszert kaptak. Ezekkel látták el az őrszolgálatot a fiatalok nappal, az idősebb őrök pedig éjjel.
1956. november 4-e után:
A járási rendőrparancsnok Bernát Ferenc rendőr törzsőrmestert rendelte ki Sámsonházára, aki egyben átvette a nemzetőrség vezetését is.
1956. november 15.:
Palik József önvédelemből lelőtte a községben ittasan lövöldöző Tarjáni Béla kányási bányászt.
Személyi adattár:
Képes Gyula: Sámsonházán született 1930. augusztus 25-én. Anyja neve Spisák Mária. Iskolai végzettsége 3 év gimnázium, foglalkozása bányász. 1956-ban a nemzeti bizottság elnöke volt. Nem indult ellene eljárás.
Palik József: Sámsonházán született 1929. október 2-án. Anyja neve Kukely Erzsébet. Iskolai végzettsége polgári, foglalkozása földműves. A nemzeti bizottság elnökhelyettese és a nemzetőrség parancsnoka volt. 1957. február 21-én tartóztatták le. A Balassagyarmati Megyei Bíróság 1957. június 4-én az emberölés vádja alól felmentette.

#### Kádár-korszak
1960-ban a parasztokat megfosztották földjeiktől és termelőszövetkezet alakult.

## Közélete

### Polgármesterei
- 1990–1994: Képes Gyuláné (FKgP)[10]
- 1994–1998: Petró Gyula (független)[11]
- 1998–1999: Petró Gyula (Fidesz-FKgP-MDF-KDNP-MDNP-MKDSZ)[12]
- 2000–2002: Ifj. Szpisák János (Fidesz)[13][14]
- 2002–2006: Szpisák János (független)[15]
- 2006–2010: Bajnokné Képes Gyöngyi (független)[16]
- 2010–2014: Bajnokné Képes Gyöngyi (független)[17]
- 2014–2019: Bajnokné Képes Gyöngyi (független)[18]
- 2019–2024: Bajnokné Képes Gyöngyi (független)[19]
- 2024– : Bajnokné Képes Gyöngyi (független)[1]

A településen 2000. március 26-án időközi polgármester-választást (és képviselő-testületi választást) tartottak, az előző képviselő-testület önfeloszlatása miatt.

## Népviselet
A népviseletet – az emberi testet a természet hőmérsékleti ingadozásaival szemben védő ruházatának jó részét – az önellátó paraszti közösségek alakították ki, ez magába öleli a népi díszítőművészet legszebb ábrázoló eszközeit, s mint ilyen, a népi szimbolika egyik legkövetkezetesebb közvetítője. Tükrözi viselője korát, nemét, társadalmi rangját, foglalkozását, mindenekelőtt etnikai hovatartozását, szülő-, lakóhelyhez, illetve tájhoz, régióhoz való kötődését. Mindezek a jellemzők megtalálhatók a magyarországi szlovákok népviseletében is, aminek legkorábbi ismert töredékei a 18. századból és a 19. század első feléből állnak rendelkezésünkre. A 19. század végétől, a 20. század elejéig, közepéig tartó időszak népi öltözetvilágáról már van képünk.
Leggazdagabb a nógrádi szlovákok népviselete. A nők ruházata alapján három csoportba osztható: szügyi csoport, bánki csoport és a sámsonházi csoport.
Pompázatos viseletük sokféle változatát, minden viseleti darabjukat nem részletezzük, csak a jellemzőekről szólunk. Alap ruhadarabjaik azonosak: ingváll (opľecko), pendely (rubáš), alsószoknya [spodňia sukňa), felsőszoknya (vrchňia sukňa), kötény (sakáčka), kendő (ručník), nagykendő (beďíneroví ručník), pruszlik (prusľiak), vizitke-ujjas (vizitka), szvetter (cveter), kód-món (kožuch), ujjatlan bekecs (bekeč) s a kabát.
A sámsonházi csoport (Sámsonháza, Lucfalva stb.) távolabb fekszik az összefüggőbb szlovákok lakta térségtől, magyarok közé ékelődve, inkább az ő viseletükhöz hasonlít népi öltözetük. Viseletük hamarabb is polgárosodott el. A bokáig érő szoknyájukat alig ráncolták, az alsó szoknyájuk hosszabb volt a felsőnél, s széles csipkéjü kötényük pedig még rövidebb volt. Fekete színű pruszliban jártak. A nógrádi szlovák nők ünnepeken piros csizmát hordtak, az első világháború táján magas szárú, ill. félcipő jött divatba.
A férfiaknak korábban széles, az első világháború után keskeny karimájú volt a kalapjuk. Gallér nélküli, bőszájú inget, bő hosszúszárú gatyát is hordtak. Kötényük pamutból vagy vászonból készült. A nadrág, a mellény, a kabát mindig azonos kék vagy fekete színű volt. Az 1930-as évektől díszítés nélküli ruhát, főként fekete posztóruhát, valamint fekete, vagy barna pricsesz nadrágot viseltek. A századfordulóig birkabőr nadrágot és szűrt is hordtak. A nagykabát az első világháború idején terjedt el. Fő lábbelijük a rogyosszárú, majd lagos szárú csizma. A 20. században terjedt el a bakancs és a cipő. Aratáskor bocskort vettek fel.

## Sámsonháza nevének változása
"Samsonhaza (1401); Sampsonhaza, Samsonhaza (1409); pos Samsonhaza cum loco castri Feyerkw (1410); Samsonhaza (1549); Samsonhaza (1647); Sasamhaza vei Samsonhaza (1785); Sasomháza, Samsonháza (1828); Sámsonháza (1906); Sámsonháza, Šamšonház (1995)"

## Népesség

### Sámsonháza népességének változása
2001-ben a település lakosságának 50%-a szlovák, 40%-a magyar, 7%-a cigány és 3%-a szlovén nemzetiségűnek vallotta magát.
A 2011-es népszámlálás során a lakosok 99,2%-a magyarnak, 12% cigánynak, 0,8% németnek, 30,1% szlováknak mondta magát (a kettős identitások miatt a végösszeg nagyobb lehet 100%-nál). A vallási megoszlás a következő volt: római katolikus 17%, református 1,2%, evangélikus 61%, felekezeten kívüli 8,5% (12% nem nyilatkozott).
2022-ben a lakosság 96%-a vallotta magát magyarnak, 34% szlováknak, 11,3% cigánynak, 2% németnek, 2,4% egyéb, nem hazai nemzetiségűnek (3,6% nem nyilatkozott; a kettős identitások miatt a végösszeg nagyobb lehet 100%-nál). Vallásuk szerint 47,4% volt evangélikus, 19,8% volt római katolikus, 3,6% református, 1,6% egyéb keresztény, 0,4% egyéb katolikus, 6,1% felekezeten kívüli (20,2% nem válaszolt).

### Sámsonháza nemzetiségi összetételének változása

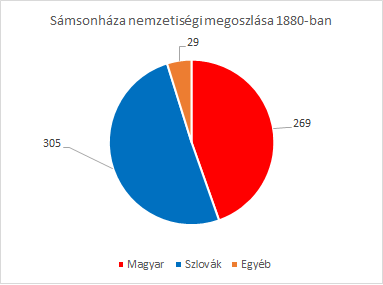
1880
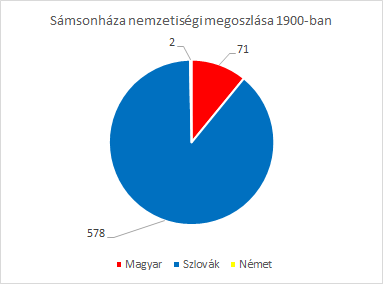
1900
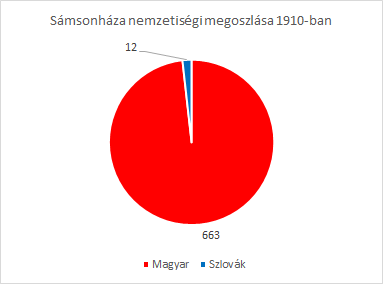
1910
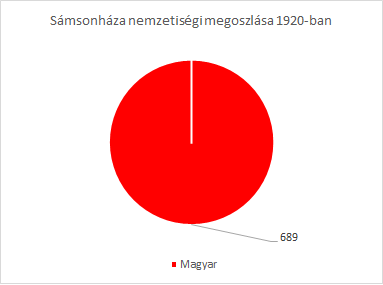
1920
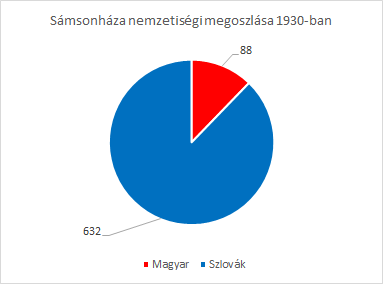
1930
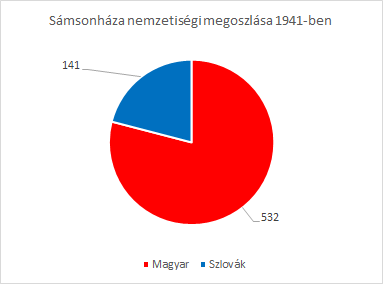
1941
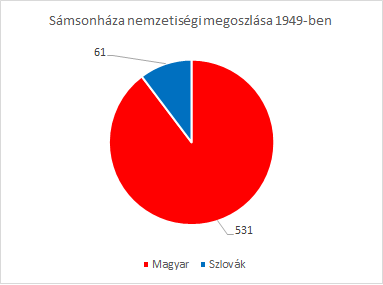
1949
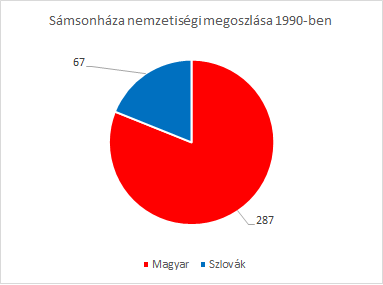
1990

## Nevezetességei

### Fejérkő vára
Sámson váraként is említik. Utóbbi elnevezés egy Sámson nevű főúrra utal, aki az Árpád-kori település – Sámsonháza – melletti kővárat építtette. (Korábban itt egy egyszerűbb, fából emelt erősség állhatott.) A vár egy elővárból és egy fellegvárból állt. Nógrád megyei – vár már igen korán, az 1400-as években elpusztult (talán a huszitákkal vívott harcokban).

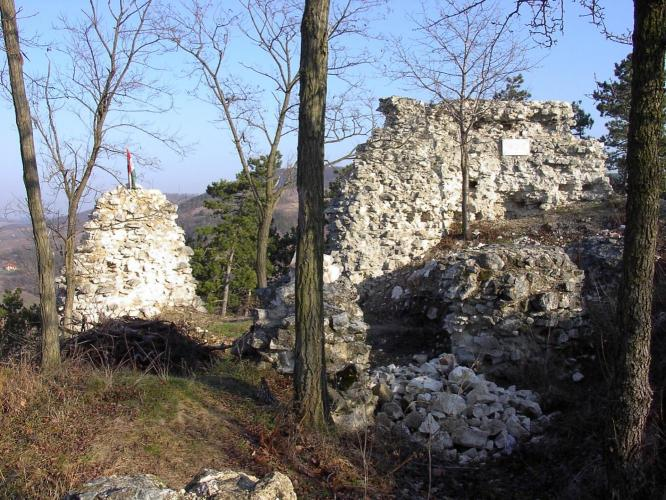
Fejérkő várának romjai

#### Története
A vár történetéről kevés írott forrás maradt fenn, egyetlen említése 1328-ból való, de történetéről e forrásban sem szerepelnek információk, 1409-től hallunk róla, ekkorra a vár már elpusztult, csak helyét említik a források.
Mocsáry Antal 1826-ban Nógrád vármegyéről írt Históriai és Geográphiai munkájában írt Sámson, vagy Fehérkő váráról. Az akkori hagyományok alapján a vár korát Szanda várával egyidősnek vélték.
Az ő leírása a vár akkori állapotát tükrözve: egy magas hegy végére épített, kereken végződő vár volt, mely nevét valószínű a déli irányban való kőszikla fehérségéről kaphatta, s a vár még egy bizonyos királyi oklevélben is Fehérkő néven szerepelt. A várból ekkor, az 1800-as évek elején is csak omladékok látszottak, néhol még kivehető kőfalmaradványokkal, de az omladékok között ekkor még egy torony helye és egy pinceforma üreg is kivehető volt. Kút nyoma azonban sehol sem látszott. A vár alatti mély völgyben pedig Sámsonháza nevű falu feküdt, mely egykor a gúthi Országhok és a Losoncziak birtokai közé tartozott.

#### Régészeti feltárások
A két alkalommal végzett régészeti feltárás adatai alapján a várhegyen már Fehérkő várának építése előtt is állt egy egyszerű fából készült erődítés, melynek egy helyen előkerült egy cölöpszerkezetű védőfal részlete. A várhegy tetején pedig egy vesszőfonatos, agyagtapasztásos épület omladéka és alapfal maradványa került felszínre.
A vár építtetőjének személyét nem sikerült azonosítani, feltételezhetően az a Sámson lehetett, akiről a vár alatti falu kapta a nevét.
A kővár építése előtti fa erődítmény keletkezésének idejét még nem tudták meghatározni. A kővárat a régészeti adatok szerint a 13. század második felében építhették, építéséhez a környéken ritka hófehér követ használtak, erről kapta a vár a Fehérkő nevet. Az építéshez használt mészkövet a várhegy déli oldalán a felvezető út mellett fejtették. A vár építtetője az a Jobbágy fia Sámson lehetett aki az 1200-as évek végén többször szerepelt a környék birtokügyeivel kapcsolatban.

#### A vár leírása
A vár kettős védelmi övvel épült. A belső várfal 2,5 méter vastag, jelenlegi magassága 7 méter, azonban az eredeti magassága 10-12 méter lehetett. A vár külső védőöve "falszorosként" övezte a várat a támadásoknak legjobban kitett keleti és déli oldalról. Külső kapuja az északi oldalon nyílt, a bevezető út innen a fal-szorosban megkerülve a várat, a délnyugati oldalon elhelyezkedő belső kapuhoz vezetett. E kapu pontos helye azonban még nem tisztázott. A vár belső területéből az északi palotaszárnyat és a mellette kialakított ciszternát tárták fel eddig. A legépebben megmaradt fal a belső várfa északi része, ami egyben palotaszárny északi oldala is, mely legalább kétemeletes volt, födémeit sűrű kiosztású fagerendák tartották, a nyílásáthidalók téglából készültek. A külső fal erősítése érdekében különböző szinteken rácsszerűen gerendákat építettek a falba. A vár nyugati szélén található a sziklába vágott kerek, faragott kövekből falazott vízgyűjtő.
Fehérkő formájában, méretében és alaprajzában a közeli Hollókő várához lehetett hasonló. A vár pusztulása valamikor a 14. század közepe előttre tehető, majd felépítése után néhány évtizeddel ismeretlen körülmények között pusztult el. Pusztulását az északi palotaszárny padlóját fedő vastag égett réteg és omladék tanúsítja, az ebben előkerült leletek utalnak a tűzvész időpontjára. A vár valószínűleg háborúskodásnak, belviszálynak, feltehetően Károly Róbert uralkodásának első évtizedeiben folyt belháborúinak eshetett áldozatul. Politikai okokra enged következtetni az is, hogy a vár, melynek falai ekkor még bizonyosan nagyrészt épen maradtak, de többé nem épült újjá.
A fennmaradt hagyományok szerint a Felvidék jelentős részét elfoglaló husziták Fejérkőt is megszállták, amit a régészeti leletek is igazolnak, de ekkor a vár már romos állapotban volt. A husziták jelenlétére utalnak a várban talált 15. századi edénytöredékek és I. Ulászló király (1439-1444) dénárja is.

A romok köveit a 20. század közepére nagyrészt elhordták. A 19. században Könyöki József még jóval több falat látott és ábrázolt alaprajzán.

Fejérkői vár (napjainkban)
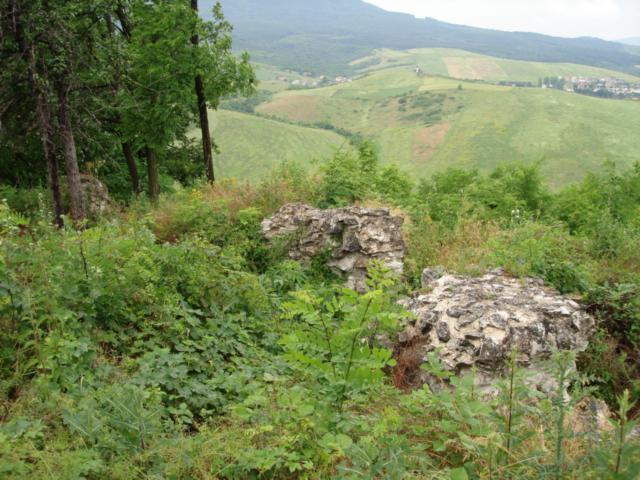
Fejérkő (háttérben Nagybárkány)
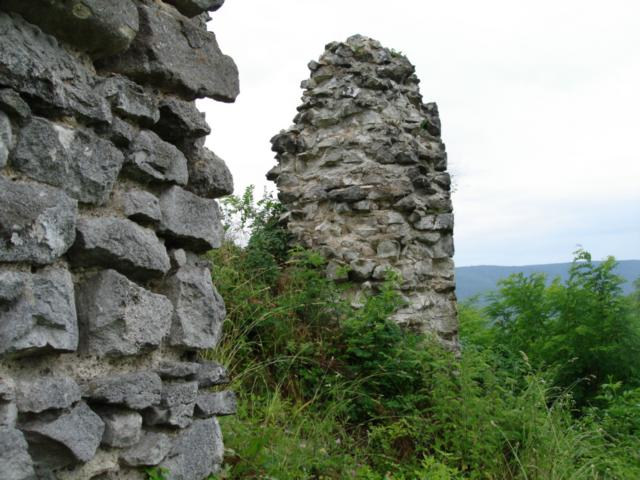
Fejérkői vár épen megmaradt falai
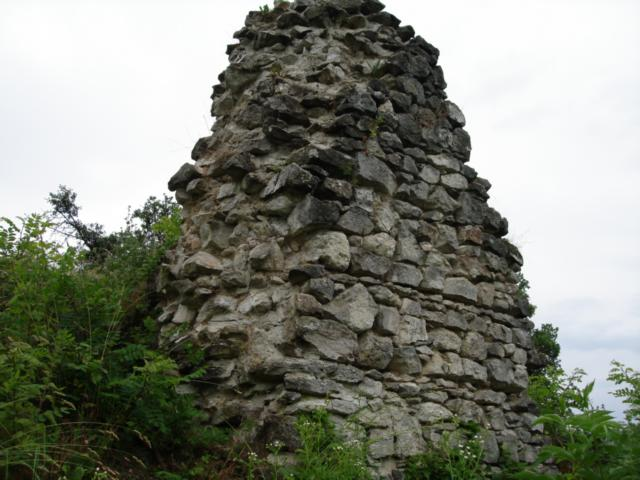
Fejérkő épen megmaradt fal részlete
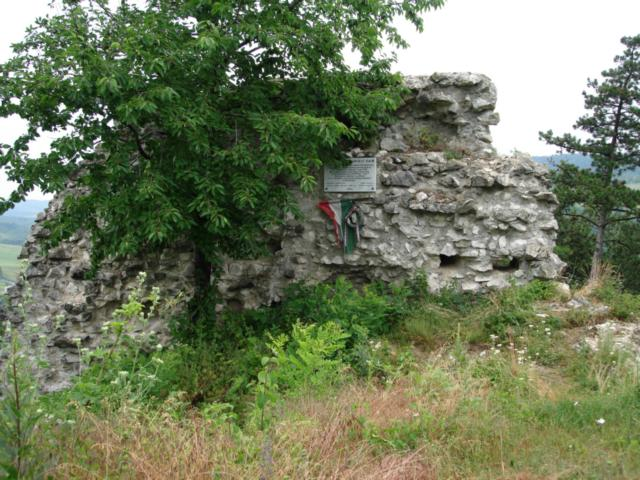
Emléktábla

### Sámsonházai evangélikus templom

#### Sámsonházi evangélikus templom és gyülekezet története
Szlovák ajkú felvidékieket telepítettek erre a vidékre a török kiűzése után. 1674-ben kezdődött a betelepítés. Így ez a gyülekezet a nógrádi gyülekezetek legidősebbjei közé tartozik. 133 éven át folytatódott a betelepítések egészen 1817-ig.
A mai templom elődje egy kisméretű, fából készült, szalmával (zsúppal) fedett imaház volt, amely 1731-ben már állt.
A gyülekezetnek temploma, iskolája, így lelkésze és tanítója is volt. .A gyülekezet lelkésze, Michaleczky Ádám 1773-ban gyalog ment el Bécsbe, hogy a gyülekezet templomépítési szándékát minden módon korlátozni akaró bécsi udvartól kieszközölje a templomépítési engedélyt. Sikeres volt a bécsi gyalogút, mert a megkapott engedéllyel sikerült a templomot felépíteniük a sámsonháziaknak. Az egyház akkori felügyelője Kubinyi Gáspár volt. Az új templomot a katolikusok el akarták venni és plébánusuk által, felszentelni indultak. Kubinyi Gáspár a templom előtt állva várta őket, a templom kulcsát maga elé dobta, kihúzta kardját, és így szólt: „Aki a kulcsot közületek felvenni merészkedik, annak levágom a karját!”. A templomrablók erre megszégyenülten távoztak. Ezt az alig 30 éves templomot égette porig az 1808 május végi tűzvészben Újra felépítették a templomot, ezúttal azonban torony nélkül, igen szerény formában. 1808. május 30-án hatalmas tűzvész pusztított a faluban. Leégett a templom, a paplak, az iskola. Megsemmisültek a harangok. Az anyakönyvek és a jegyzőkönyvek is a tűzvész martalékává váltak. Innen érthető, hogy bár a gyülekezet 1678-ban alakult, az anyakönyveit mégis csak 1808 óta vezetik. Ezután újabb – torony nélküli – templom épült egyszerű formában a régi helyén, a település délnyugati részén.
Ebben az időben Sámsonháza leánygyülekezete volt Szúpatak, ahol iskola volt és presbitérium is működött. Az iskola szolgált az istentisztelet helyeként. Az egyházmegye iratai alapján az 1808-as tűzvész nem az első ilyen megpróbáltatás volt. A gyülekezetet folyamatosan a templomépítés, a parókiaépítés és az iskolaépítés kötötte le, mivel az évek folyamán többször is leégett.
A parókia 1808-ban szintén a tűz áldozata lett. Azonnal hozzákezdtek az új lelkészlak építéséhez. Az épület azonban 1855-ben megsüllyedt. Az életveszélyessé vált épületet újra kellett építeni. Sámsonháza talajának lazasága miatt nemcsak ez az egy épület volt, amelyet újra kellett építeni.
1868-ban újra templomépítésbe kezdett a gyülekezet. Magyarország földtani térképe szerint a völgyet folyóvízi üledék borítja, a templom dombját lajtamészkő, mészhomokos mészkő, homok- és agyagmárgás aleurit (kőzetliszt), valamint kavics alkotja. A felszentelésre 1870. október 9-én került sor. Ez bizony nem volt egyszerű, hiszen alig száz év alatt három templom épült Sámsonházán. Ugyanilyen küzdelem folyt az iskoláért, a tanítói lakásért és a parókiáért is.

A templomot így írta le egy szakértő: 
"Tömegességével, takarékos díszítésével a román stílus eszközeit alkalmazza Sámsonháza 1870-ben épült templomán az ismeretlen építőmester. Szinte erődítményszerűvé teszi a homlokzatot az előcsarnok külön fedélszékekkel erősen kiugró külön kis épülete és azon az ajtót körbefogó vaskos, már a gótikából átvett támpillérek. A templomtesten is támpillérek vonulnak végig, köztük félköríves ablakok sorakoznak. Hossznégyszögű alaprajza az oltártér félkörében végződik."

Az 1870-ben elkészült templom a dombtetőre lett felépítve. Az 1855-ben épült paplakot azonban 1895-ben ismét újjá kellett építeni, mert a süllyedés tovább folytatódott. Olyannyira megsüllyedt a talaj, hogy bár az új épületet kétméternyi emeléssel építették, mégis csak 62 évig bírta. 1957-ben ismét újjá kellett építeni a lelkészlakot, kikezdte ugyanis a nedvesség, falai málladoztak, padlója elkorhadt, és ismét süllyedni kezdett. A lelkész, Sztehlo Mátyás járt az élen és két évig épült a paplak. Az új épület lábazati részét ismét két méterrel megemelték. Pénzbeli adományok, külföldi segély és más egyházi támogatás segítette az építkezést. A gyülekezet 180 év alatt tehát három templomot és négy paplakot épített.
A gyülekezet tulajdonában van Kossuth Lajos 1871. április 6-án kelt, saját kezűleg írt levele. Ebben leírta, hogy megtiszteltetésnek veszi és vállalja a sámsonházi gyülekezet felkérését a felügyelői tiszt elfogadására.
Sámsonháza 1932 és 1942 között püspöki székhely volt az egyházközség. Kiss István 1932–1935 között, D. Kovács Sándor pedig 1936–1942 között töltötte be a püspöki tisztet.

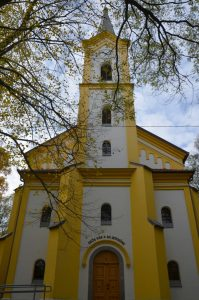
Sámsonházai evangélikus templom

#### Emléktáblák és szobrok
- Szlovákok letelepítése 1674 –1817 között 133 éven át (templomban) – állítva 1994-ben.
- Kossuth Lajos Magyarország volt kormányzója 1871 és 1894 között tiszteletbeli főfelügyelője volt az egyházközségnek (templomban).
- Haan Lajos evangélikus lelkész, történetíró emlékére (parókia falán) – állítva 1991-ben.

#### Kossuth Lajos, mint sámsonházi felügyelő
1871. február 17-én közgyűlést tartott a Nógrád vármegyei Sámsonháza egyházközsége. Lelkésze, Wladár János – akinek édesapja, Wladár Sámuel börtönt viselt a szabadságharcban való részvétele miatt – azt a javaslatot terjesztette elő, hogy a tisztéről nemrég leköszönt Lovcsányi Timóth helyett Kossuth Lajost válasszák meg felügyelőjüknek. Torinóba címzett március 16-i levelében többek között ezt olvashatjuk:
„Egyakarattal s lelkes éljenzés közepette Excellenciádat egyházunk Főfelügyelőjének megválasztottuk. Kérésünk oda terjed: méltóztassék ezen bizalmat vissza nem utasítani, s mély tiszteletünket kegyesen elfogadni, mellyel maradunk hitrokoni szeretettel s tisztelettel: Wladár János lelkész, Thomka Ferenc felügyelő helyettes.” – Wladár János
Az április 6-i keltezésű torinói válaszlevél így hangzott:
„Tisztelendő Wladár János evangélikus lelkész úrnak, Sámsonháza. A Sámsonházai ág. hitv. evang. egyházgyűlés február 17-i határozata, mellyel azon egyház főfelügyelőjévé megválasztattam, tiszt. Lelkész úr március 16-i levelének kíséretében kezemhez jutott. Van szerencsém az irántam mutatott bizalomért őszinte hálámat jelenteni. E választást megtiszteltetésnek tekintem, s teljes készséggel elfogadom, csak azt sajnálva, hogy a számkivetés, melyre Hazánk politikai viszonyai által kárhoztatva vagyok, meg nem engedi, hogy az egyház javának előmozdításához oly hatályosan hozzájárulhassak; mint azt tehetni óhajtanám. De amit és amennyit a körülményekhez képest tennem lehetendő azt teljes készséggél felajánlom, amiért is lekötelezve érzendem magamat Tisztelendő Uraságodnak, ha engem híveinek egyházi és iskolai ügyei és szükségei felől időnkint felvilágosítani méltóztatandik. Hálás köszönetem megújítása mellett van szerencsém hitrokoni testvériséggel tiszteletemet jelentem s magamat Tiszti. Uraságod s az egyházgyűlés jóindulatába ajánlani. Kossuth Lajos.”
Sámsonháza Kossuthot annak haláláig felügyelőjének vallotta. Az állandó távolság ellenére ő maga is szüntelen figyelemmel kísérte a gyülekezet életét. Amikor 1879-ben báró Radvánszky Antalt egyetemes felügyelővé választották, az erről szóló gyülekezeti jegyzőkönyvet baracconei lakóhelyén ő is aláírta. Visszaküldésekor privát levelet is küldött Wladár lelkésznek. A levél sajnos nem maradt fenn az utókor számára, csak a lelkész válaszleveléből következtethetünk tartalmára. Íme, egy részlet Wladár leveléből:
„Ami nagyrabecsült hozzám intézett levelének azon részét illeti, hogy a sámsonházai egyház főfelügyeletéről lemondani s minket árvákul hagyni méltóztatandik, ez reám leverőleg hatott, – egyházam előtt nem is tudattam még – nem is fogom tenni, míg vigasztaló megnyugtató újabb nagyrabecsült sorait nem veszem, s miért teljes tisztelettel esedezem. Hogy a sámsonházi ev. egyház szorult pénzügyi helyzetét egész meztelenségében tüntettem elő, korántsem rejlik ebben még utógondolatja sem annak, hogy mi Excellentiádtól anyagi segélyt kérni bátorkodnánk, hiszen jól tudjuk, hogy kedves Hazánkból a becsületes név és mindnyájunknak drága életén kívül egyebet nem vitt magával az idegen éghajlat alá. Én és egyházam voltunk ama szerencsések megnyerni kegyét Excellentiádnak, midőn 1871. ápril 6-án egyházunk főinspectori tisztjét elvállalni kegyes volt, ezen nem érdemelt megtiszteltetéstől, mely szegény, de becsületes-munkás, erkölcsös híveinket érte, megválni halálunkig – Excellentiád haláláig nem akarunk. Kérjük szeretetében minket továbbra is megtartani.” – Wladár János
Ez a levél bizonyára közrejátszott abban, hogy Kossuth nem vált meg soha sámsonházi felügyelői tisztétől.
Érdekes epizódot tudunk ennek kapcsán a ceglédi Százas Küldöttség 1877-es torinói látogatása alkalmából. Cegléd ugyanis országgyűlési képviselőjévé akarta választani Kossuthot, s ennek érdekében személyesen keresték fel őt otthonában. A „torinói könnyes jelenet” szónoka Cegléd református lelkésze, Dobos János volt. A delegáció tagja volt Beniczky Árpád is, aki egyben a nógrádi egyházmegye felügyelői tisztét is betöltötte. Amikor ő tréfásan megemlítette Kossuthnak, hogy ő tulajdonképpen egyházi felettese a sámsonházi felügyelőnek, akkor Kossuth felkelt és tisztelettel meghajolt a fiatal felügyelő előtt, majd hosszasan érdeklődött az otthoni egyházi és iskolai ügyek felől.

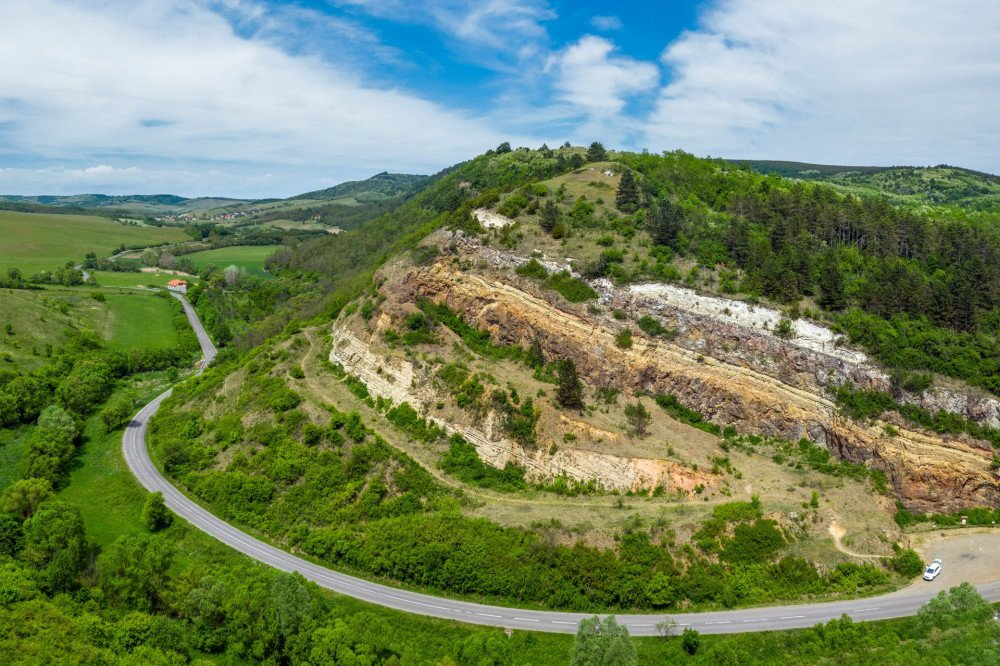
Sámsonházi kőfejtő madártávlarból

### Sámsonházi kőfejtő
A sámsonházi kőfejtő az egykori kőbánya területén létrejött védett, Európa-hírű geológiai bemutatóhely a Nógrád vármegyei Sámsonházán, a Novohrad–Nógrád Geopark része.
A feltáruló rétegsorban több miocén kori vulkánkitörésből származó lávakőzetréteg (andezit) és szórt vulkáni kitörésből származó lávakőzetréteg (andezittufa) váltakozik. Jól megfigyelhető a rájuk települt, kb. 15 millió éves sekélytengeri lajtamészkőréteg, melyben gyakoriak az akkor már kevésbé sós tengerre jellemző élőlények megkövesedett maradványai.
Fényes Elek a következőket írta 1851-ben:
„Fejérkő régi vára alatt egy hegyoldalban … néhány esztendővel ezelőtt az ősvilág állatjának, t. i. a mamutnak főcsontjára találtak.”

### Sámsonházi-hólyagbarlang

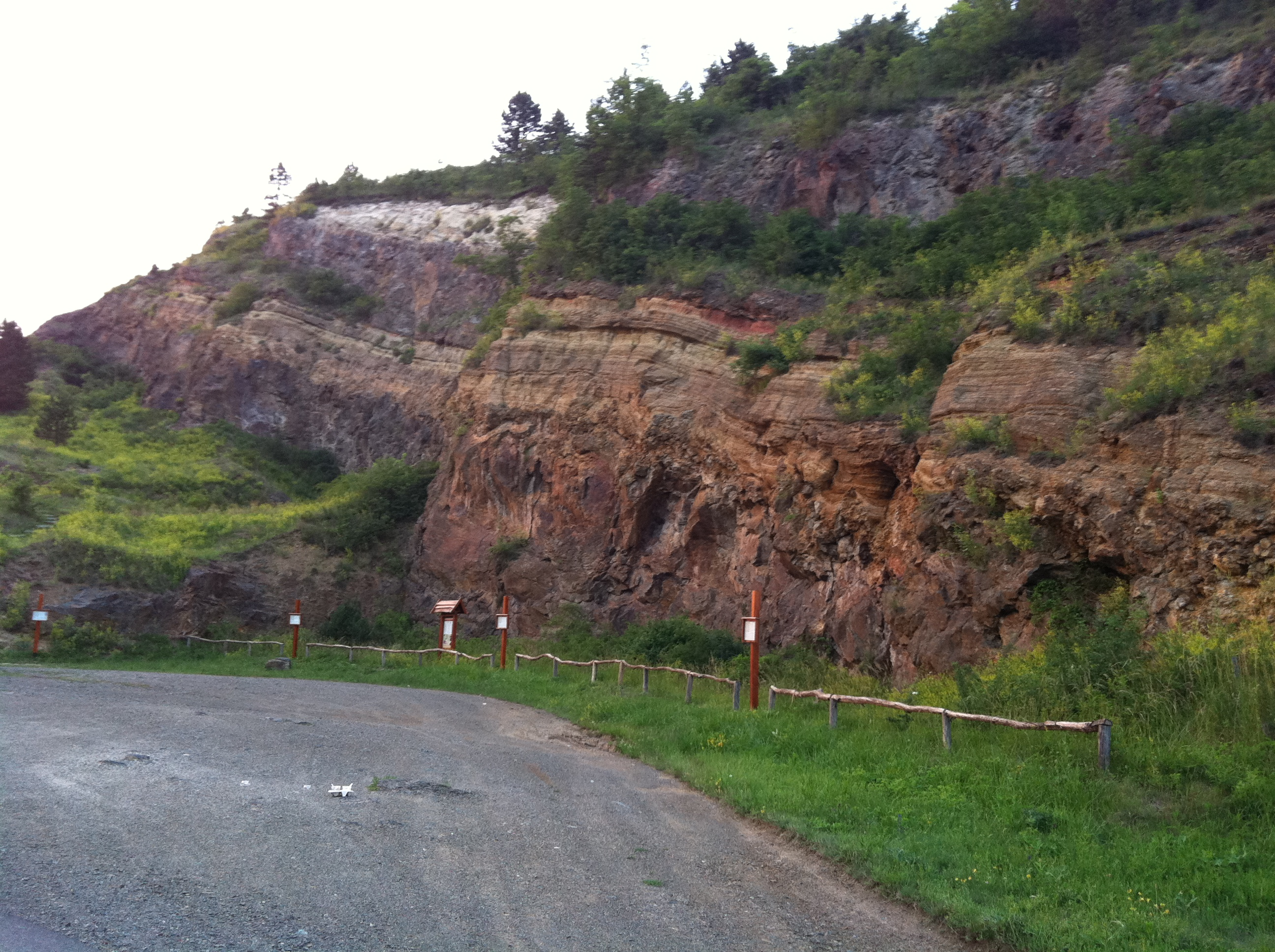
Geopark az egykori kőfejtőben

A Sámsonházi-hólyagbarlang elpusztult, andezitben képződött gázhólyagbarlang, amely a Cserhátban helyezkedett el. Eszterhás István Magyarország nemkarsztos barlangjainak listája című kéziratában az olvasható, hogy az 5223-as barlangkataszteri területen lévő, sámsonházai Sámsonházi-hólyagbarlang andezitben keletkezett, lebányászták, 3 méter hosszú és ismeretlen mély, ismeretlen magas. A Cserhát kilenc nemkarsztos barlangja közül az egyik és Sámsonháza három nemkarsztos barlangja közül az egyik. A lista az 1989 végéig ismertté vált 220 nemkarsztos objektumot tartalmazza, amelyek közül 203 a barlang és 17 a mesterséges üreg, valamint az összeállítás szerint Kordos László 1984-es barlanglistájában 119 nemkarsztos barlang van felsorolva. Az 1989. évi Karszt és Barlang különszámában le van írva angolul. Az van leírva, hogy egy egyszerű, szabályos gázbuborék.

## Híres emberek
- Itt született 1818. augusztus 13-án Haan Lajos evangélikus lelkész, történetíró, az MTA tagja
- Itt született 1953. szeptember 11-én Kukely Júlia opera-énekesnő (szoprán), a Magyar Állami Operaház Liszt- és Melis-díjas magánénekese, akinek hamvai a falu evangélikus temetőjében nyugszanak.